# Andropogon burmanicus
Andropogon burmanicus là một loài thực vật có hoa trong họ Hòa thảo. Loài này được Bor mô tả khoa học đầu tiên năm 1960.